# Гендрик Аверкамп
Ге́ндрик А́веркамп (нід. Hendrick Avercamp, на прізвисько «Німий з Кампена», De Stomme van Campen) (1585, Амстердам — 1634, Кампен) — нідерландський художник, майстер пейзажу. Один із засновників національної голландської школи живопису.

## Біографія

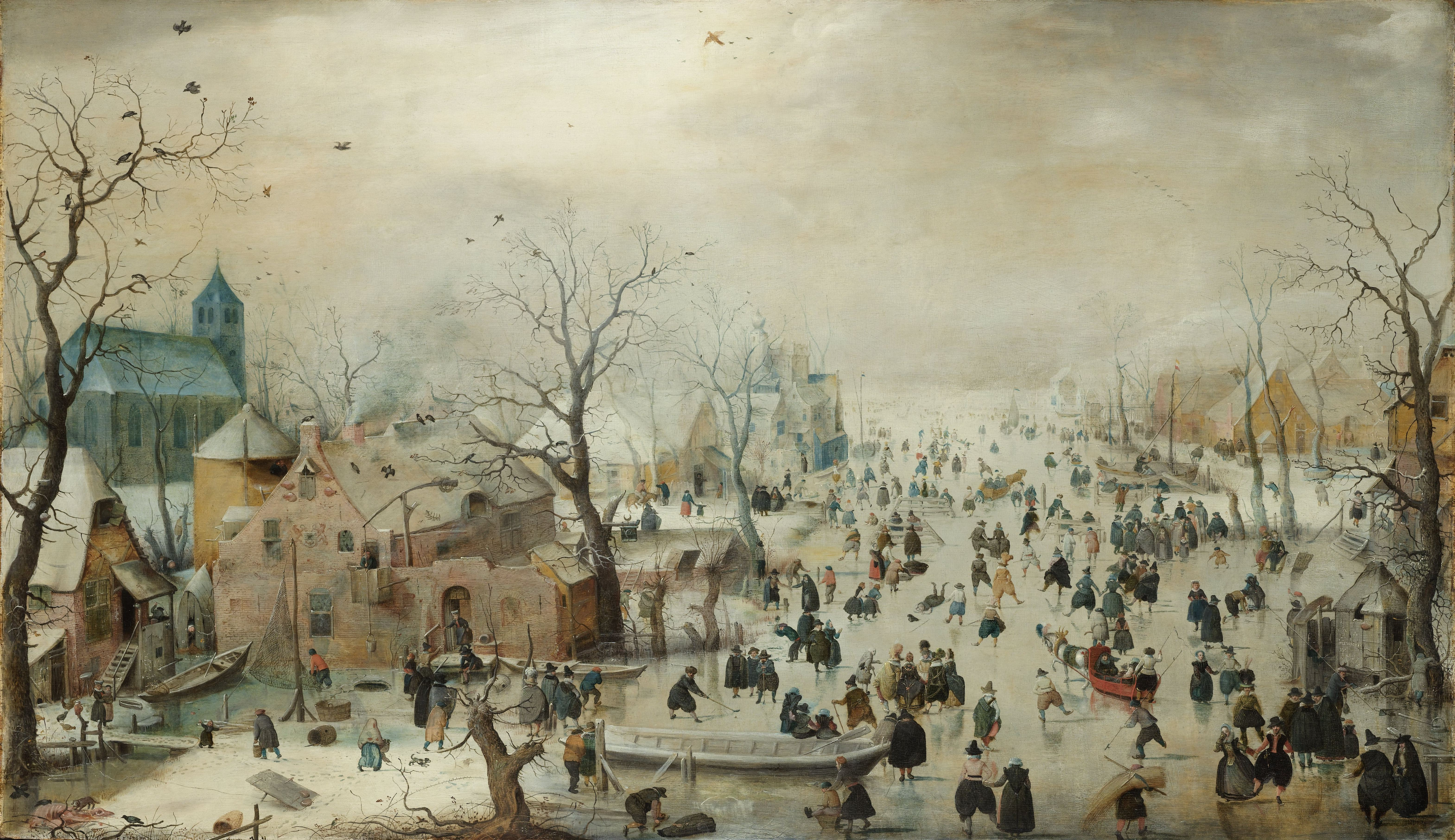
Зимовий ландшафт, бл. 1608, 78 × 132 см, Державний музей, Амстердам

Гендрик Аверкамп народився в будинку поряд з Новою церквою Амстердама. 27 січня 1585 року його похрестили в Старій церкві . 1586 року родина переїхала до Кампена, де батько відкрив нову аптеку. Можливо, внаслідок природженої глухоти Гендрик ніколи не навчився говорити. Мати навчила його читати й писати, але ще в дитинстві стало зрозуміло, що свої почуття і враження Гендрик найкраще може передати в малюнку.
З 12 років він навчався живопису в одного бідного вчителя, який невдовзі помер під час епідемії чуми. У 18-річному віці Гендрик переїхав до Амстердама й пішов на навчання до данського художника Пітера Ісака (Pieter Isacksz). 1614 року Гендрик Аверкамп повернувся до Кампена, де жив і працював до кінця життя.
Аверкамп був глухим й німим, через що мав прізвисько «Німий з Кампена» («De Stomme van Campen»).

## Творчість
З 1614 по 1634 рік Аверкамп створив насамперед багато зимових пейзажів. Аверкамп малював у майстерні з власних шкіців, які створював у зимову пору. Особлива любов до зими, можливо, пов'язана у Аверкампа з дитячими спогадами, коли він з батьками часто ходив кататися на ковзанах.
Аверкамп створив новий тип жанрово-пейзажної картини, писав в основному невеликі зимові пейзажі у світлій сріблястій гамі зі строкатими фігурками ковзанярів. Тонко передавав глибину простору, атмосферу серпанку, що утворюється на вологому морозяному повітрі. У ранній картинах Аверкампа відчувається вплив Фламандської школи.
Багато його полотен перебувають у приватних колекціях. Найбільше зібрання, що зберігається у Віндзорському замку, має англійський король.

## Основні твори
- Темний замок [Архівовано 29 грудня 2010 у Wayback Machine.] 1605-10; олія на дубі, 25 x 34 см; Музей Вальрафа-Ріхарца, Кельн
- Пейзаж з церквою ліворуч [Архівовано 29 грудня 2010 у Wayback Machine.] бл. 1608; олія на панелі, 87,5 × 132 см; Державний музей (Амстердам)
- Круглий пейзаж із замком [Архівовано 29 грудня 2010 у Wayback Machine.] бл. 1608-09; олія на дубі, 40,7 × 40.7 см; Національна галерея (Лондон)
- Рибалка в місячному світлі [Архівовано 29 грудня 2010 у Wayback Machine.] бл. 1625; малюнок, 14,4 × 19.
- Пейзаж з містом на задньому плані [Архівовано 26 травня 2013 у Wayback Machine.] бл. 1630-34; олія на полотні, 25 × 37.5 см; Державний музей (Амстердам)
- Круглий пейзаж [Архівовано 2 листопада 2012 у Wayback Machine.] олія на дубі, діаметр: 30,5 см Музей витончених мистецтв, Будапешт.
- Розваги на льоду, Мауріцхейс, Гаага
- Катання на ковзанах, Державний музей образотворчих мистецтв імені О. С. Пушкіна, Москва

## Галерея

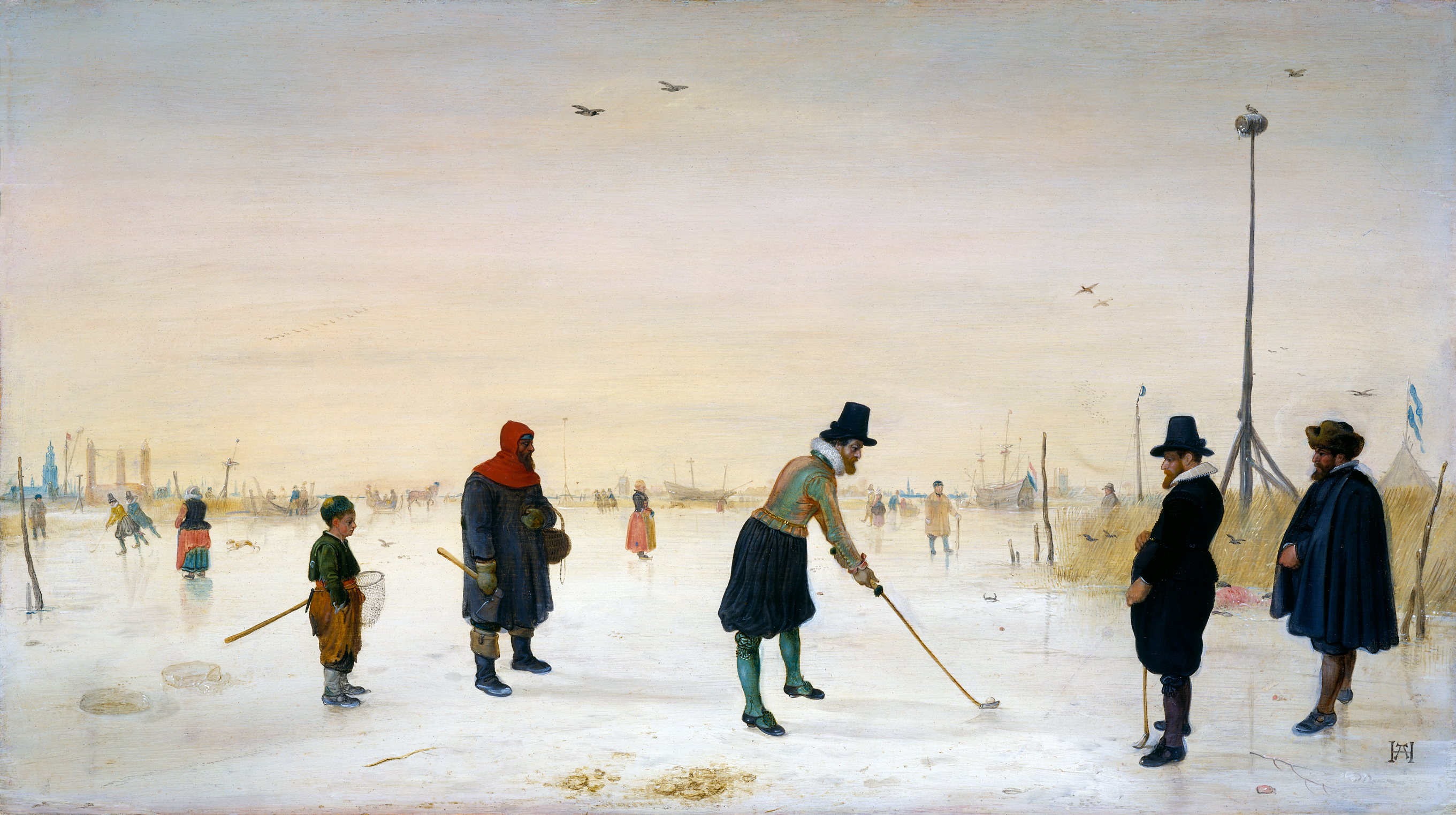
Голландський «хокей», 1625 Музей образотворчих мистецтв (Х'юстон).
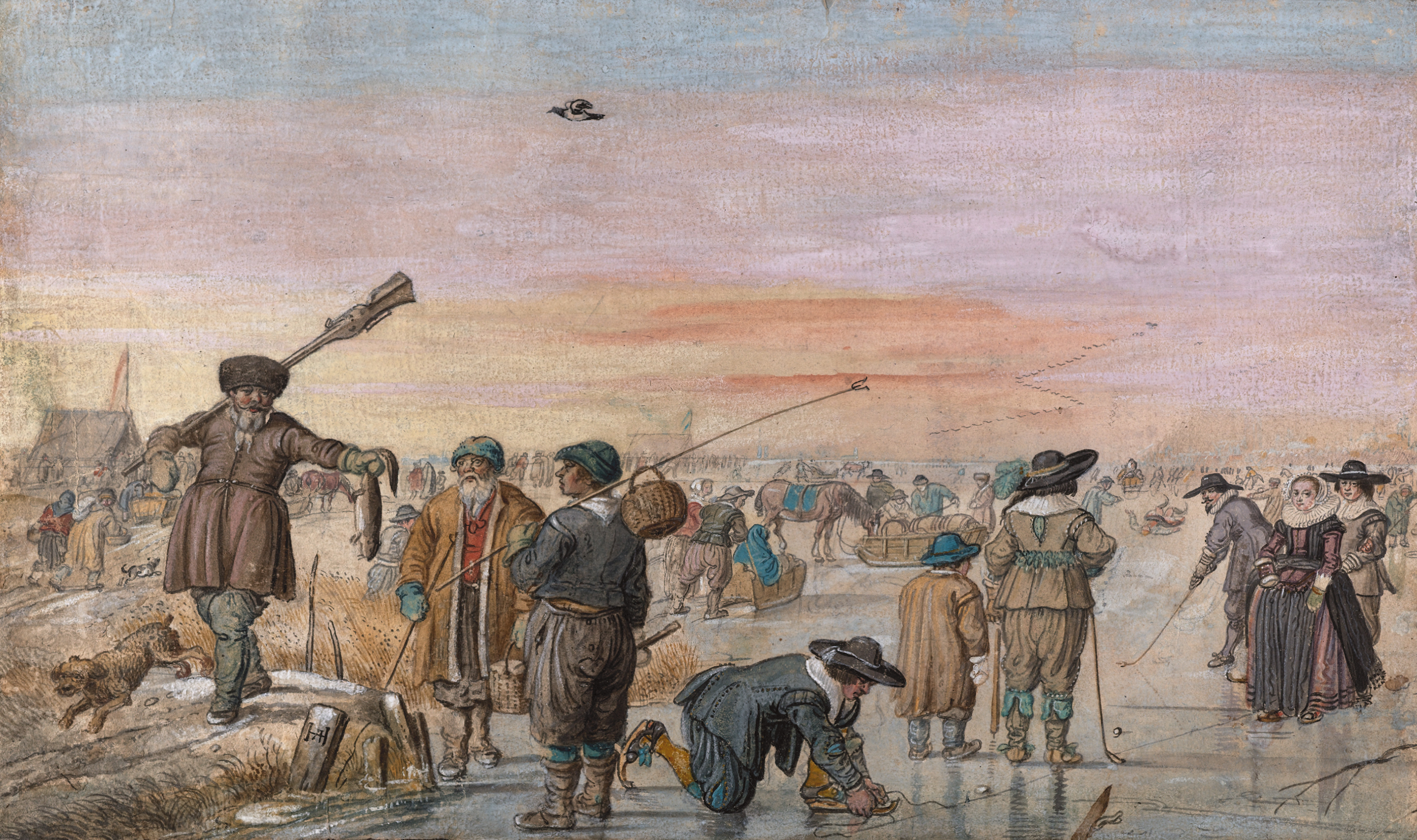
Сцена на льоду з мисливцем, що показує видру, Державний музей (Амстердам)
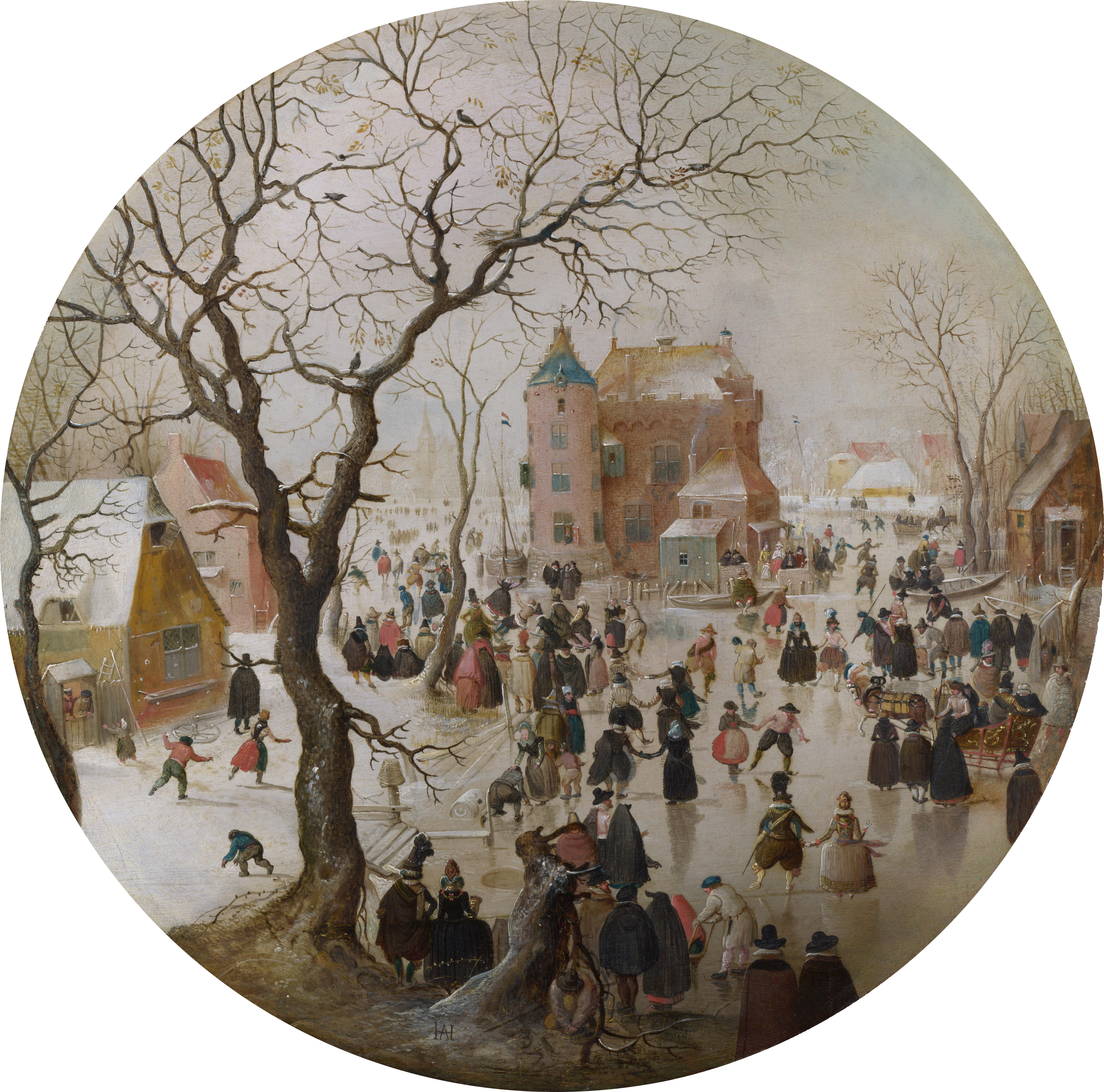
Сцена на льоду поряд із замком, 1608-1609, Національна галерея (Лондон)
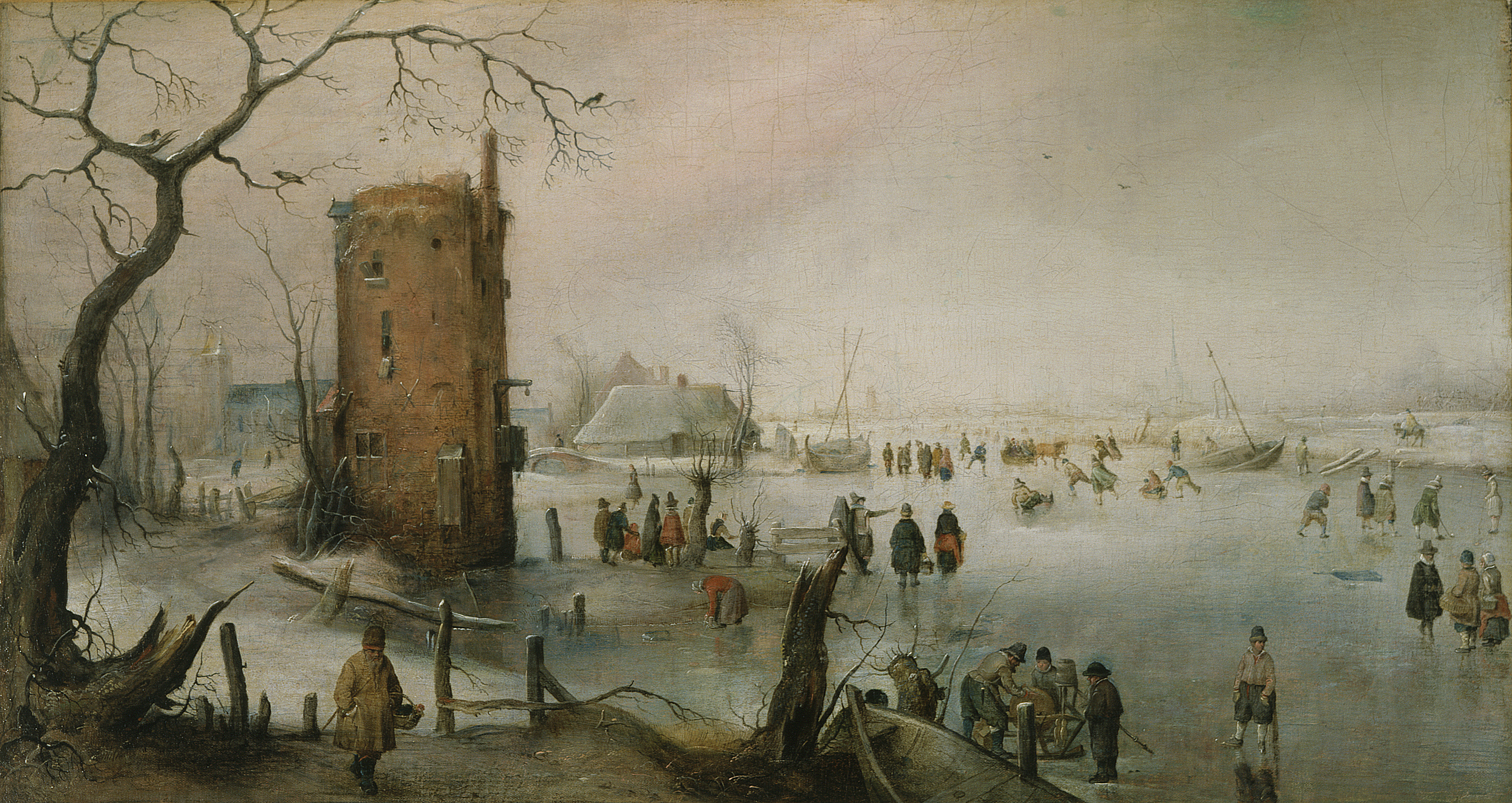
Ковзанка біля міста, Музей Сент-Луї, Сент-Луї, Міссурі, США